# Емил Александров
Емил Ангелов Александров е български офицер от Държавна сигурност (подполковник) и политик от Българската комунистическа партия (БКП).
През 70-те години на XX век той е един от близките сътрудници на Людмила Живкова – дъщеря на диктатора Тодор Живков и председател на Комитета за култура – първоначално като началник на Културно-историческото разузнаване в Държавна сигурност, а след това и като заместник-председател на Комитета. През 1982 година, малко след смъртта на Живкова, той е осъден на 6 и половина години затвор за корупция.

## Биография
Емил Александров е роден на 26 август 1934 година в Мокреш, Ломско, в семейството на учител, който по това време работи в селото. Баща му симпатизира на комунистите, включва се активно в последвалите Деветосептемврийския преврат от 1944 година насилия в Лом, след което за известно време работи в Народната милиция.
През 1952 година Александров завършва Втора мъжка гимназия в София, а през 1956 година и право в Софийския университет „Климент Охридски“. След обичайния юридически стаж, през 1958 година става юрисконсулт в предприятието „Печатни произведения“, а на 5 декември 1960 година започва работа във Второ управление (контраразузнаване) на Държавна сигурност със звание младши лейтенант.
Първоначално Емил Александров работи в 02 отделение на 01 отдел на Второ управление, където отговаря за наблюдението на посолството на Аржентина, а малко след това и за новооткриващото се посолство на Бразилия. Същевременно започва аспирантура по международно публично право в Софийския университет, на 26 септември 1962 година е повишен в лейтенант, а на 16 ноември 1963 година – в старши лейтенант (предсрочно заради висшето му образование). През август 1964 година е изпратен на осеммесечна специална школа в Съветския съюз, където се жени за дъщеря на местен партиен функционер.
След връщането си от Съветския съюз през 1965 година Александров е прехвърлен в Първо управление (разузнаване) на Държавна сигурност, където работи в неговия 04 отдел (контраразузнаване), отговорен и за т.нар. „вражеска емиграция“. През 1967 година е повишен в капитан, а през следващата година му е разрешено да започне работа и в Катедрата по международно право в Софийския университет, в която, по собствената му оценка, почти половината персонал са щатни или нещатни служители на Държавна сигурност. На 15 юни 1968 година заема длъжността заместник-началник на отделение, а през следващата пролет е повишен и началник на отделение за участието си в акцията срещу дисидентите Петър Бояджиев и Фреди Фосколо. По това време той представя на ръководството на разузнаването цялостен план за проникване в академичните, журналистическите и обществените среди като средство за подобряване на прикритието на офицерите, изпращани в чужбина.
На 31 август 1970 година Емил Александров заминава за Париж като представител на контраразузнавателния 04 отдел под прикритието на консул в българското посолство. На 29 август 1972 година е повишен в майор, а малко след това и в длъжност заместник-началник на отдел. По това време се запознава с посетилия Париж траколог Александър Фол и служителя на разузнаването в Лондон Живко Попов, които го свързват с Людмила Живкова.
На 1 септември 1973 година Александров се връща в България и оглавява създадения малко преди това 14 отдел (културно-историческо разузнаване) в Първо главно управление на Държавна сигурност. По това време той е прехвърлен от работата си на прикритие в Юридическия факултет на Софийския университет в Института за външна политика „Иван Башев“, а през 1975 година – като началник на Главно управление „Културни връзки с чужбина“ в Комитета за култура. На 29 август 1975 година предсрочно е повишен в подполковник. На 18 април 1978 година заема политическия пост на заместник-председател на Комитета за култура с ранг на първи заместник-министър, като същевременно става и заместник-председател на координационния комитет, организиращ инициираните от Людмила Живкова помпозни чествания на 1300-годишнината от основаването на средновековната българска държава. На 1 февруари 1979 година е освободен от ръководството на 14 отдел, но запазва привилегиите си на началник на отдел в Държавна сигурност, а на 31 декември заедно с десетина други офицери от разузнаването е окончателно освободен от Държавна сигурност заради „преминаване на отговорна работа“.
След смъртта на Людмила Живкова на 21 юли 1981 година започва разследване срещу множество нейни приближени за финансови злоупотреби около честванията на 1300-годишнината. Емил Александров е освободен от политическия си пост на 20 януари 1982 година, а малко след това е осъден от военен съд на шест и половина години затвор, като основен съучастник на главния обвиняем Живко Попов. Освободен е предсрочно през 1987 година, като през следващите години се представя за невинна жертва на режима. През 1991 година издава мемоарната книга „Аз работих с Людмила Живкова: Култура и лична власт“, в която дори не споменава работата си в Държавна сигурност. До 2001 година е съветник в Агенцията за българите в чужбина.
Емил Александров умира на 27 март 2012 година.

## Награди
- Медал „МВР“ III степен (1971)[12]
- Медал „За заслуги за сигурността и обществения ред“ (1974)[14]
- Медал „100 години от Освобождението на България“ (1978)[15]
- Почетна значка на МВР (1979)[15]